# Hınıs
Hınıs es un distrito kurdo. Cuenta con una población de 31.479 habitantes
El origen de la ciudad se remonta al siglo VI y actualmente conserva los restos del caravasar de Aslanhane, y dos ciudadelas, Se considera uno de los primeros focos de la civilización armenia y, hasta los años 1960, albergó antiguas iglesias armenias. Existen mezquitas del periodo selyúcida, como Alaeddin Pasa, Haci Seref y Ulu. A lo largo de la historia, Hınıs ha estado bajo dominio de las civilizaciones de Urartu, Media, persas, armenios, bizantinos y otomanos.